# Heimen Lagerwaard
Heimen Lagerwaard (Kralingse Veer, 23 april 1929 – Rotterdam, 29 december 2006) was een Nederlands voetballer.
Lagerwaard speelde tussen 1950 en 1963 als verdediger 250 wedstrijden voor Excelsior. Hij speelde één interland: op 27 september 1953 speelde hij als invaller bij het Nederlands voetbalelftal 20 minuten in de vriendschappelijke wedstrijd tegen Noorwegen.

## Carrièrestatistieken
| Seizoen         | Club            | Land            | Competitie                   | Competitie | Competitie | Beker | Beker | Internationaal | Internationaal | Overig | Overig | Totaal | Totaal |
| Seizoen         | Club            | Land            | Competitie                   | Wed.       | Dlp.       | Wed.  | Dlp.  | Wed.           | Dlp.           | Wed.   | Dlp.   | Wed.   | Dlp.   |
| --------------- | --------------- | --------------- | ---------------------------- | ---------- | ---------- | ----- | ----- | -------------- | -------------- | ------ | ------ | ------ | ------ |
| 1954/55         | Excelsior       | Nederland       | Eerste klasse C (Afgebroken) | –          | 0          | –     | –     | –              | –              | 0      | 0      | –      | 0      |
| 1954/55         | Excelsior       | Nederland       | Eerste klasse A              | –          | 0          | –     | –     | –              | –              | 0      | 0      | –      | 0      |
| 1955/56         | Excelsior       | Nederland       | Hoofdklasse A                | –          | 0          | –     | –     | –              | –              | 0      | 0      | –      | 0      |
| 1956/57         | Excelsior       | Nederland       | Eerste divisie B             | –          | 0          | –     | 0     | –              | –              | 0      | 0      | –      | 0      |
| 1957/58         | Excelsior       | Nederland       | Eerste divisie A             | –          | 0          | –     | 0     | –              | –              | 0      | 0      | –      | 0      |
| 1958/59         | Excelsior       | Nederland       | Eerste divisie B             | –          | 1          | –     | 0     | –              | –              | 0      | 0      | –      | 1      |
| 1959/60         | Excelsior       | Nederland       | Eerste divisie A             | –          | 0          | –     | –     | –              | –              | 0      | 0      | –      | 0      |
| 1960/61         | Excelsior       | Nederland       | Eerste divisie B             | –          | 0          | –     | 0     | –              | –              | 0      | 0      | –      | 0      |
| 1961/62         | Excelsior       | Nederland       | Eerste divisie B             | –          | 2          | –     | 0     | –              | –              | 0      | 0      | –      | 2      |
| 1962/63         | Excelsior       | Nederland       | Eerste divisie               | –          | 2          | –     | 0     | –              | –              | 0      | 0      | –      | 2      |
| Carrière totaal | Carrière totaal | Carrière totaal | Carrière totaal              | –          | 5          | –     | 0     | 0              | 0              | 0      | 0      | –      | 5      |